# Icaia appendiculata
Icaia appendiculata är en insektsart som beskrevs av Rauno E. Linnavuori och Delong 1976. Icaia appendiculata ingår i släktet Icaia och familjen dvärgstritar. Inga underarter finns listade i Catalogue of Life.